# Franz Xaver Horneis
Franz Xaver Horneis († 22. April 1749 in Eichstätt; auch Hornaiß oder Horniß) war ein Stuckateur der Barockzeit im Hochstift Eichstätt.

## Leben
Seine Herkunft ist unbekannt. Er wurde wohl bei Jakob Eck ausgebildet und war in der Folgezeit ein vielbeschäftigter Stuckateur in der fürstbischöflichen Residenzstadt Eichstätt und vor allem in Hochstiftsorten. 1712, 1719, 1721 und 1723 erscheint der Name in Eichstätter Pfarrmatrikeln; nur die Nennung von 1723 bezieht sich mit Sicherheit auf ihn, da nur hierbei von ihm als „Stukkadorer“ die Rede ist.

## Werk
Neben Wand- und Deckenstuck in Kirchen, fürstbischöflichen und privaten Gebäuden fertigte er auch Stuckkanzeln in Kirchen, worin er sich als Meister zeigt. 
Sein bekanntestes Werk ist der Stuck im Benediktinerkloster Plankstetten und in der dortigen Pfarr- und Abteikirche Mariä Himmelfahrt von 1727ff., wenn sich auch sein Anteil von den Arbeiten weiterer „Stukkatoren“ dort kaum ausscheiden lässt.
Weitere Stuckaturen:
- Eichstätt, Frauenbergkapelle

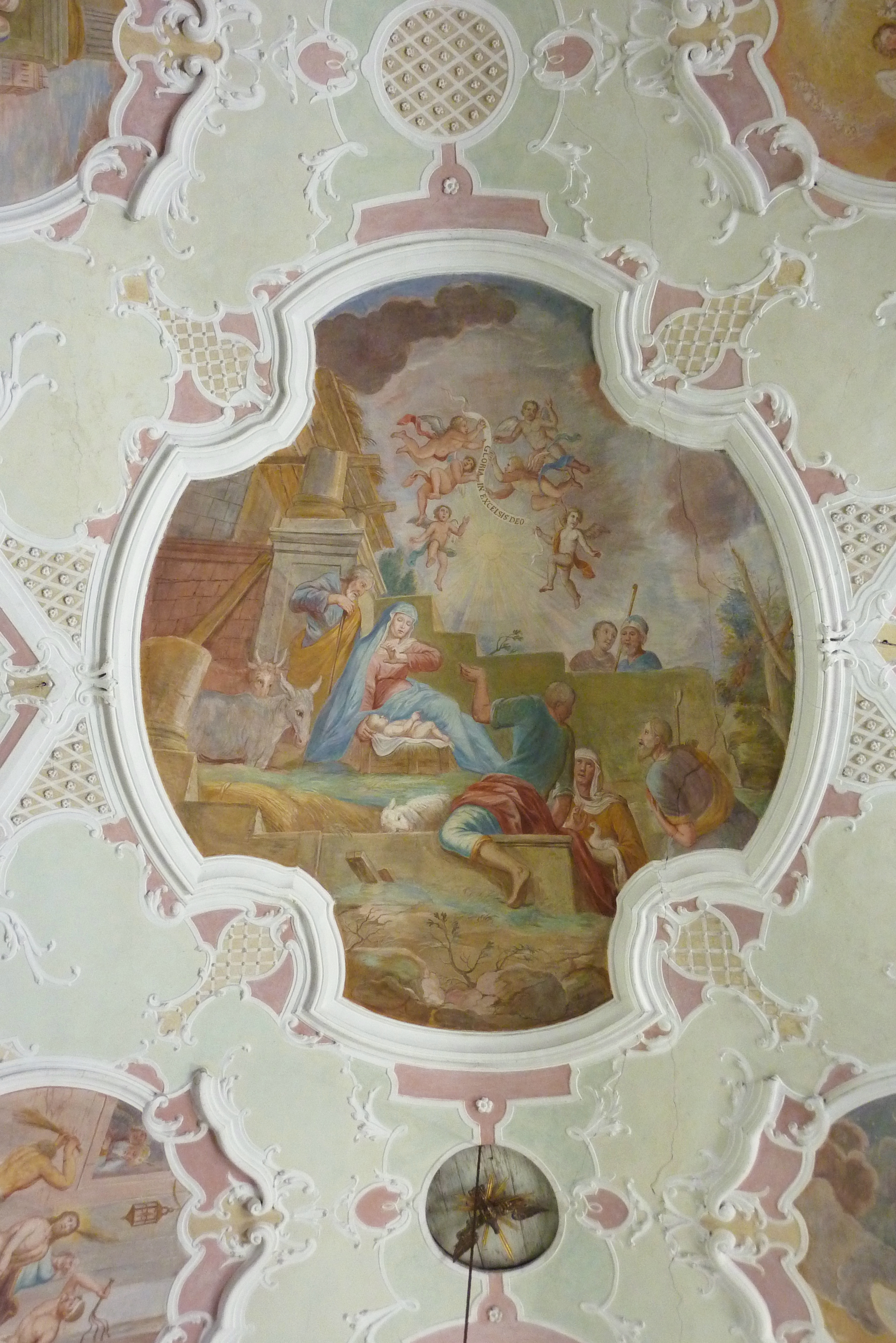
Pfarrkirche Mariä Himmelfahrt in Hochaltingen

- Weinberg, Kirche St. Aegidius, 1724/1725 Fenster- und Deckenstuck, Apostelleuchter
- Hitzhofen, Pfarrkirche Mariä Heimsuchung, 1730 Stuckkanzel (Mader: „Wohl von Franz Horneis“)
- Meilenhofen, Pfarrkirche, 1730 Stuckkanzel (Zuschreibung)
- Gungolding, Pfarrkirche, Stuckdecke und Stuckkanzel
- Altdorf, Kirche, Stuck und 1741 Stuckkanzel (Zuschreibung)
- Mörnsheim, Pfarrhof, 1731 Stuck in drei Zimmern und im Flez
- Egweil, Pfarrkirche St. Martin, 1731 Stuckkanzel (Zuschreibung)
- Möckenlohe bei Eichstätt, Pfarrkirche Mariä Himmelfahrt, 1735 Stuck (signiert: „FRANZ HORNEIS STVCKAD 1735 V EYST.“)
- Titting, Kirche,  Stuck und 1735 Stuckkanzel nach Entwürfen von Matthias Seybold (Abbruch des Langhauses 1951; die Kanzel kam nicht mehr in den Neubau)
- Greding, Stadtpfarrkirche St. Jakobus d. Ä., Stuck, vielleicht nach Entwürfen von Matthias Seybold
- Kesselberg, Kirche St. Laurentius, Stuckkanzel (Zuschreibung)
- Fiegenstall, Kirche St. Nikolaus, 1736 Stuckdecke und -kanzel
- Mettendorf, Wallfahrtskirche St. Johannes d. T. (St. Anna-Wallfahrt), 1737 (reicher) Stuck
- Pfraunfeld, Kirche St. Nikolaus, 1737/1738 Stuck und Stuckkanzel (er arbeitete 32 „Täg“)
- Nassenfels an der Schutter, Pfarrkirche, 1738 Stuckkanzel (Zuschreibung), ab 1745 Stuck (Zuschreibung)
- Enkering, Pfarrkirche St. Otmar, 1738 Bandwerkstuck
- Gersdorf, Filialkirche St. Nikolaus, Stuck und 1738 Stuckkanzel
- Bitz, Kirche St. Georg, 1739ff. Stuck und Stuckkanzel
- Pfünz, Filialkirche St. Nikolaus, 1740 Stuck (Zuschreibung)
- Herrieden, Stiftskirche (jetzt: Kath. Stadtpfarrkirche St. Veit), 1740ff. Stuck (Zuschreibung)
- Adelschlag, Filialkirche St. Andreas, 1741 Korpusstuck an der Kanzel
- Grösdorf, Salvatorkapelle, um 1741 Stuck (Zuschreibung)
- Irlahüll, Pfarrkirche Mariä Heimsuchung, 1742 Stuck (Mader: „Wahrscheinlich“ von Horneis)
- Esselberg, Filialkirche St. Nikolaus, Stuck und 1741 Stuckkanzel
- Seuversholz, Filialkirche, 1743 Stuckkanzel (1833 beseitigt)
- Eitensheim, Pfarrkirche St. Andreas, Stuck (Kirchenabbruch 1859)
- Hirnstetten, Kirche, um 1743 Stuck und Stuckkanzel (Zuschreibung)
- Oening, Pfarrkirche St. Nikolaus, 1743 Langhausstuck, 1744 Stuckkanzel
- Großenried, Kirche, 1744 Stuckkanzel, noch 1744 nach Cronheim, Pfarrkirche St. Maria Magdalena, verbracht
- Weigersdorf bei Pollenfeld, Kirche St. Andreas, 1746 Stuckkanzel
- Hochaltingen, Pfarrkirche Mariä Himmelfahrt, Stukkaturen an der Decke und Empore, 1735[1]